# Rappoltskirchen
Rappoltskirchen ist ein Ortsteil der Gemeinde Fraunberg, Landkreis Erding, Oberbayern.

## Lage
Das Pfarrdorf liegt rund fünf Kilometer südöstlich von Fraunberg. 

## Baudenkmäler
Im Ort befindet sich die Kirche St. Stephanus, eine spätgotische Saalkirche mit Spitzhelmturm; der Turmunterbau ist spätromanisch (13./14. Jahrhundert). 1765 ergänzte Johann Baptist Lethner Seitenkapelle und Sakristei; 1670 wurde die Kirche von Hans Kogler barockisiert. 
Das Pfarrhaus wurde als Satteldachbau mit Traufgesims 1828 erbaut.
Das ehemalige Schulhaus wurde 1904 von Johann Baptist Schott in neubarocker Form mit Jugendstilmotiven gebaut.

## Weblinks

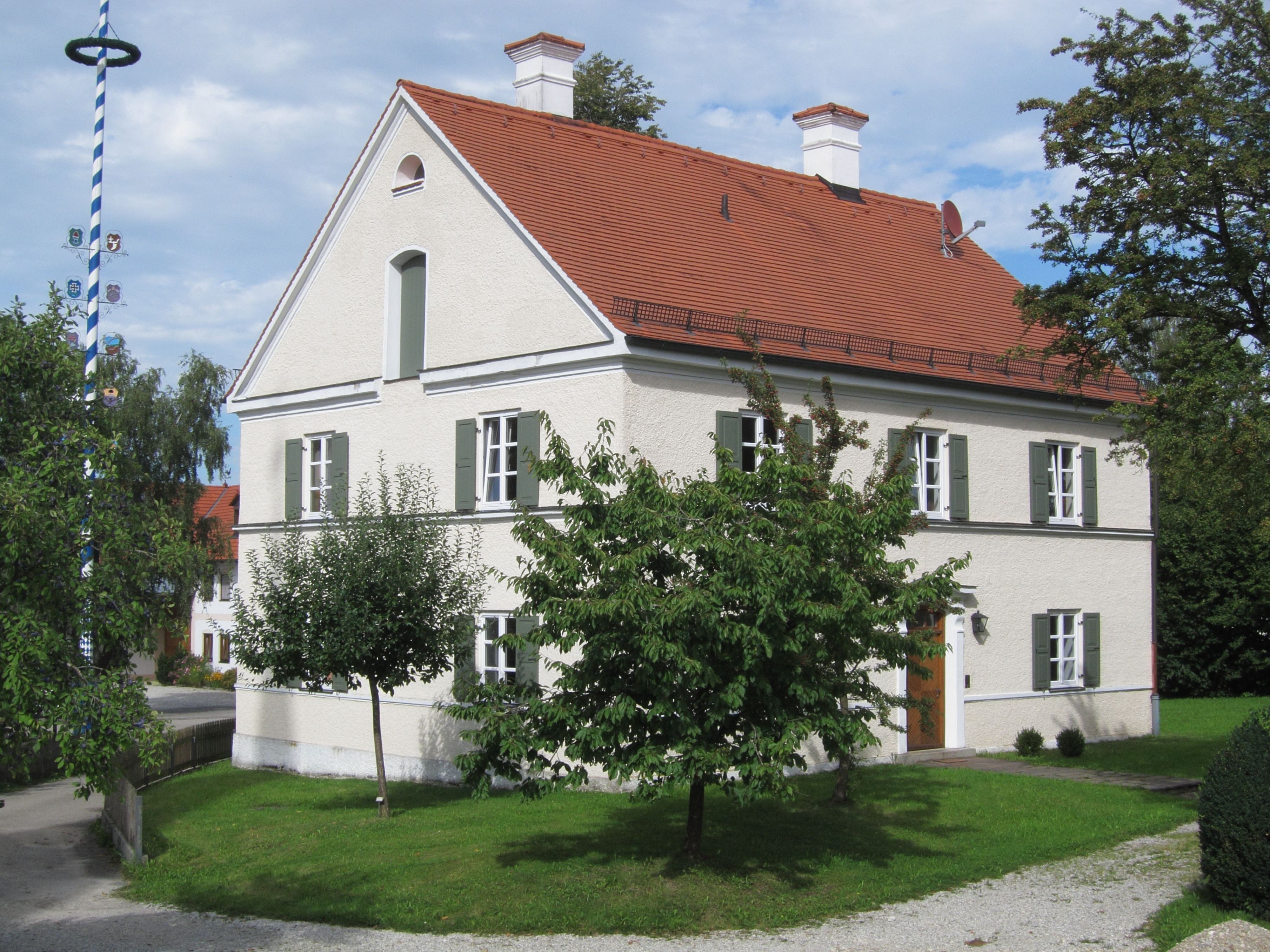
Pfarrhaus (1828)

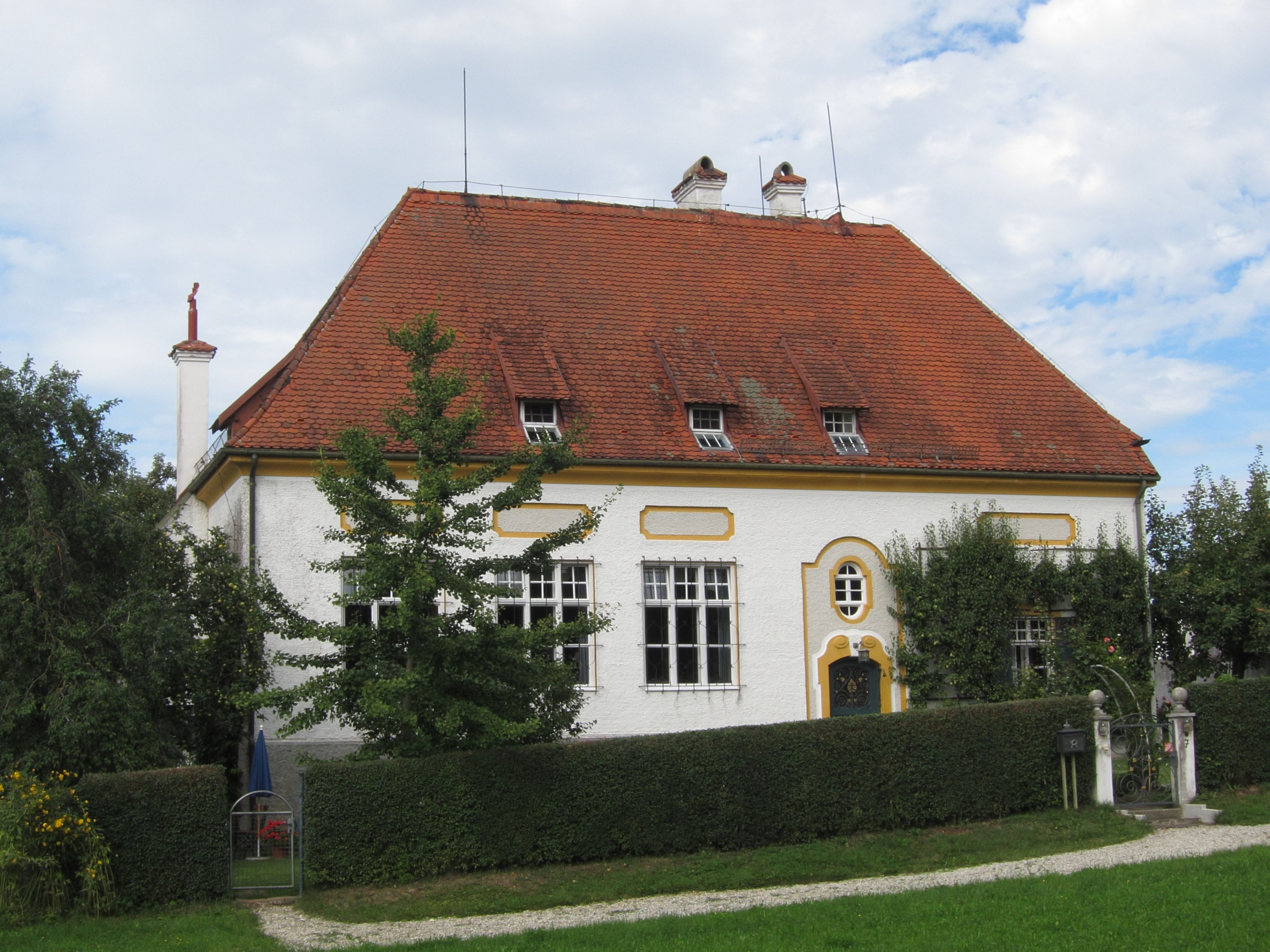
Schulhaus (1904)